# Lukáš Kaucký
Lukáš Kaucký (* 5. května 1982 Praha) je český politik, v letech 2010 až 2018 zastupitel hlavního města Prahy (mezi lety 2010 a 2011 radní pro oblast kultury a cestovního ruchu), v letech 2010 až 2014 předseda Mladých sociálních demokratů, v letech 2014 až 2017 a opět v letech 2018 až 2019 náměstek ministra zahraničních věcí ČR, člen ČSSD. V letech 2019 až 2024 působil jako velvyslanec ČR v Bulharsku.

## Život
Po absolvování gymnázia na Praze 4 (1994–2000) vystudoval v letech 2002 až 2008 historii se specializací na světové dějiny 20. století na Filozofické fakultě Univerzity Karlovy v Praze (získal tak titul Mgr.). V roce 2014 pak v oboru obecné dějiny úspěšně složil na téže fakultě rigorózní zkoušku a získal tak titul PhDr.
V letech 2004 až 2005 a 2006 až 2008 pracoval ve společnostech Leasing Česká spořitelna a Česká pojišťovna. Mezi roky 2005 a 2006 byl zaměstnancem Úřadu vlády ČR. V letech 2008 až 2010 působil jako politický poradce a asistent europoslance Jiřího Havla.
Od roku 2010 soukromě podnikal.

## Politické působení
V roce 2000 se stal členem ČSSD i Mladých sociálních demokratů (MSD). V roce 2004 byl zvolen předsedou Krajské rady MSD v Praze a dne 11. září 2010 byl na XII. Sjezdu MSD v Českých Budějovicích zvolen předsedou Mladých sociálních demokratů. Na XIII. Sjezdu MSD v září 2012 v Plzni svou funkci obájil. Mandát vykonával až do září 2014, kdy byla novou předsedkyní MSD na XIV. Sjezdu ve Frýdku-Místku zvolena Lucie Válová.
Do politiky se pokoušel vstoupit, když v komunálních volbách v roce 2002 kandidoval za ČSSD do Zastupitelstva Městské části Praha 4, ale neuspěl. Nepodařilo se mu to ani ve volbách v roce 2006. Ve volbách v roce 2010 a 2014 do městské části nekandidoval.
V komunálních volbách v roce 2006 kandidoval do Zastupitelstva Hlavního města Prahy, ale neuspěl. Pražským zastupitelem se stal až po volbách v roce 2010. Po vzniku koalice ODS a ČSSD byl dne 30. listopadu 2010 zvolen radním hlavního města pro oblast kultury a cestovního ruchu. Z této funkce byl dne 24. listopadu 2011 po rozpadu výše zmíněné koalice odvolán. V komunálních volbách v roce 2014 post zastupitele hlavního města za ČSSD obhájil. V listopadu 2017 se stal předsedou klubu zastupitelů ČSSD.
Od února do července 2014 působil na Ministerstvu zdravotnictví ČR jako vrchní ředitel Kabinetu ministra. V srpnu 2014 se stal náměstkem ministra zahraničních věcí ČR Lubomíra Zaorálka pro otázky právní a konzulární, od září 2014 pak pro personální a organizační záležitosti a v roce 2015 pro řízení sekce logistiky a služeb. V červenci 2015 se pak stal náměstkem člena vlády, kdy fakticky vystřídal prvního náměstka Petra Druláka. Ke konci roku 2017 skončil na Ministerstvu zahraničních věcí ČR vzhledem k novému vedení rezortu.
V lednu 2018 se stal místo Petra Dolínka předsedou dozorčí rady pražského dopravního podniku. Od srpna 2018 se stal opět náměstkem ministra zahraničních věcí ČR. V komunálních volbách v roce 2018 obhajoval za ČSSD post zastupitele hlavního města Prahy, ale neuspěl. Stejně tak nebyl zvolen ani zastupitelem městské části Praha 4.
Ve volbách do Evropského parlamentu v květnu 2019 kandidoval na 13. místě kandidátky ČSSD, ale nebyl zvolen. Na konci července 2019 skončil v pozici náměstka ministra zahraničních věcí ČR.
V říjnu 2019 se stal mimořádným a zplnomocněným velvyslancem ČR v Bulharsku. Jeho nástupcem je od ledna 2024 Miroslav Toman.